# Силурійські відклади в Окопах
Силурі́йські ві́дклади в Око́пах — відслонення, геологічна пам'ятка природи місцевого значення в Україні. Розташоване на південно-західній околиці села Окопи Мельнице-Подільської селищної громади Чортківського району Тернопільської області, на лівому схилі долини річки Дністер, у кварталі 88, виділах 2 і 3 Гермаківського лісництва Чортківського держлісгоспу, в межах лісового урочища «Наддністрянська стінка».
Площа — 1 га. Оголошені об'єктом природно-заповідного фонду рішенням виконкому Тернопільської обласної ради № 131 від 14 березня 1977 року. Перебуває у віданні Тернопільського обласного управління лісового господарства.
Під охороною — відслонення нижньої частини рукшинської серії (пригородоцька і варницька світа) верхнього силуру. Пригородоцька світа складена масивними і верствуватими доломітами з прошарками домеритів. Видима потужність — 2,7 м. Викопних організмів нема. Варницька світа представлена перешаруванням пачок масивних та верствуватих плитчастих вапняків і пачок доломітів із прошарками домеритів.
Потужність пачок, що перешаровуються,— від 6 до 11,6 м. Видима потужність світи — 41 м. У вапняках є брахіоподи, конодонти, табуляти, строматопори, рослинні рештки. Відслонення має наукове значення.
Входить до складу національного природного парку «Дністровський каньйон».